# 鳥取県道278号下市赤碕停車場線
鳥取県道278号下市赤碕停車場線（とっとりけんどう278ごう しもいちあかさきていしゃじょうせん）は、鳥取県西伯郡大山町から東伯郡琴浦町に至る、かつて存在した一般県道である。

## 概要
西伯郡大山町下市から東伯郡琴浦町大字赤碕に至る。2018年（平成30年）3月31日、鳥取県告示第220号により廃止され、東伯郡琴浦町赤碕・赤碕駅前交差点 - 終点間が琴浦町に移管され、起点 - 東伯郡琴浦町赤碕・赤碕駅前交差点間が同日鳥取県告示第219号により認定された鳥取県道329号淀江琴浦線の一部となった。

### 路線データ
- 起点：鳥取県西伯郡大山町下市（鳥取県道276号高橋下市停車場線[注釈 1]交点、大山広域農道[注釈 2]起点）
- 終点：鳥取県東伯郡琴浦町大字赤碕（JR西日本山陰本線 赤碕駅前）

## 路線状況

### 道路施設

#### 橋梁
- 狐塚橋（月の輪川、東伯郡琴浦町）

## 地理

### 通過していた自治体
- 鳥取県
  - 西伯郡大山町 - 東伯郡琴浦町

### 交差していた道路
| 交差していた道路                                          | 市町村名 | 市町村名 | 交差していた場所 | 交差していた場所 |
| --------------------------------------------------------- | -------- | -------- | ---------------- | ---------------- |
| 鳥取県道276号高橋下市停車場線 大山広域農道                | 西伯郡   | 大山町   | 下市             | 起点             |
| E9 山陰自動車道                                           | 西伯郡   | 大山町   | 石井垣           | 12-1 中山IC      |
| 鳥取県道239号羽田井植松線                                 | 西伯郡   | 大山町   | 樋口             | 樋口交差点       |
| 中部広域農道                                              | 西伯郡   | 大山町   | 栄田             |                  |
| E9 山陰自動車道 鳥取県道228号赤碕中山インター線           | 西伯郡   | 大山町   | 栄田             | 12 赤碕中山IC    |
| 琴浦町道（赤碕）51号黒川線                                | 東伯郡   | 琴浦町   | 大字箆津         |                  |
| 琴浦町道（赤碕）12号中学校東線 琴浦町道（赤碕）61号福留線 | 東伯郡   | 琴浦町   | 大字赤碕         |                  |
| 鳥取県道289号船上山赤碕線                                 | 東伯郡   | 琴浦町   | 大字赤碕         | 赤碕駅前交差点   |

### 交差していた鉄道
- 山陰本線

### 沿線
- 琴浦町立赤碕中学校
- JR西日本山陰本線 赤碕駅